# Каламбо
Кала́мбо — водоспад на річці Каламбо, впадає в озеро Танганьїка на південно-східному його краю, на кордоні Замбії і Танзанії.
Висота неперервного падіння води від 221 до 235 метрів за різними вимірами. Ширина від 3.6 метрів в сухий сезон(квітень-серпень) до 18 метрів у вологий(жовтень-березень).
В багатьох джерелах вважається другим за висотою водоспадом Африки після Тугела. Дійсно, якщо вимірювати вільне неперервне падіння води, тобто майже перпендикулярне до течії річки, то ця інформація підтверджується. В світі ж за цим критерієм він посідає 55 позицію згідно World Waterfall Database(Світової бази даних водоспадів).. Якщо ж вимірювати загальну висоту водоспаду(враховуючи каскади, стікання по схилу), то він посяде 9 місце в Африці і лише 435 в світі згідно World Waterfall Database(Світової бази даних водоспадів).

## Історія відкриття
Каламбо напевно був відомий людям сотні тисяч років — набагато довше, ніж більшість інших великих водоспадів світу. Бо він розташований в тому регіоні Африки, який є «колискою людства». Але перші білі люди побачили його всього лише століття тому — близько 1913. Причиною такого пізнього відкриття є порівняно незначні розміри самої річки Каламбо на якій знаходиться однойменний водоспад. Нижче ж по течії, від сторонніх очей його закриває високий каньйон, а вверх по течії — високі пагорби.

## Водоспади річки Каламбо
Річка Каламбо багата на водоспади. За 11 км вверх по течії є каскад з 4-ох водоспадів загальною висотою 30,5 метрів, так званий водоспад Санся (Sansia). Нижче водоспаду русло річки Каламбо здійснює падіння на 160 метрів всього лише за 8 кілометрів, утворюючи при цьому два водоспади у вузьких проваллях висотою 15 і 9 метрів.

## Ущелина Каламбо
З верхнього краю водоспаду відкривається гарний вигляд на рівнини озера Танганьїка. Нижче водоспаду знаходиться похмурий, темний і дуже глибокий каньйон — ущелина Каламбо, що тягнеться на 5 км і потім відкривається рівнинам навколо Танганьїки. Глибина ущелини 300 метрів, ширина близько 1 км. На дні ущелини вода річки в деяких місцях проточила гірські породи утворивши провалля 3-ох метрової ширини і 30-ти метрової глибини.

## Підйом земної кори
Незвичним є той факт, що водоспад має висоту 221—235 метрів, а каньйон нижче по течії — 300 метрів. Ще більш дивно, що верхній край каньйону в напрямку до озера Танганьїка(вниз по течії) круто піднімається вгору. Ці факти пояснюються тим, земна кора в районі водоспаду повільно піднімається, але вода встигала проточувати собі дорогу до озера розмиваючи і тверді докембрійські та ранньопалеозойські кварцити і більш податливі сланці, утворивши при цьому глибокий каньйон і глибокі провалля на його дні в руслі сучасної річки. Сучасні геологічні сили під озером Танганьїка повільно рухають тектонічні плити і береги озера повільно розходяться, роблячи його ширшим з кожним роком. В майбутньому його береги стануть берегами двох материків, а саме озеро стане частиною океану.

## Африканські марабу (лелеки)

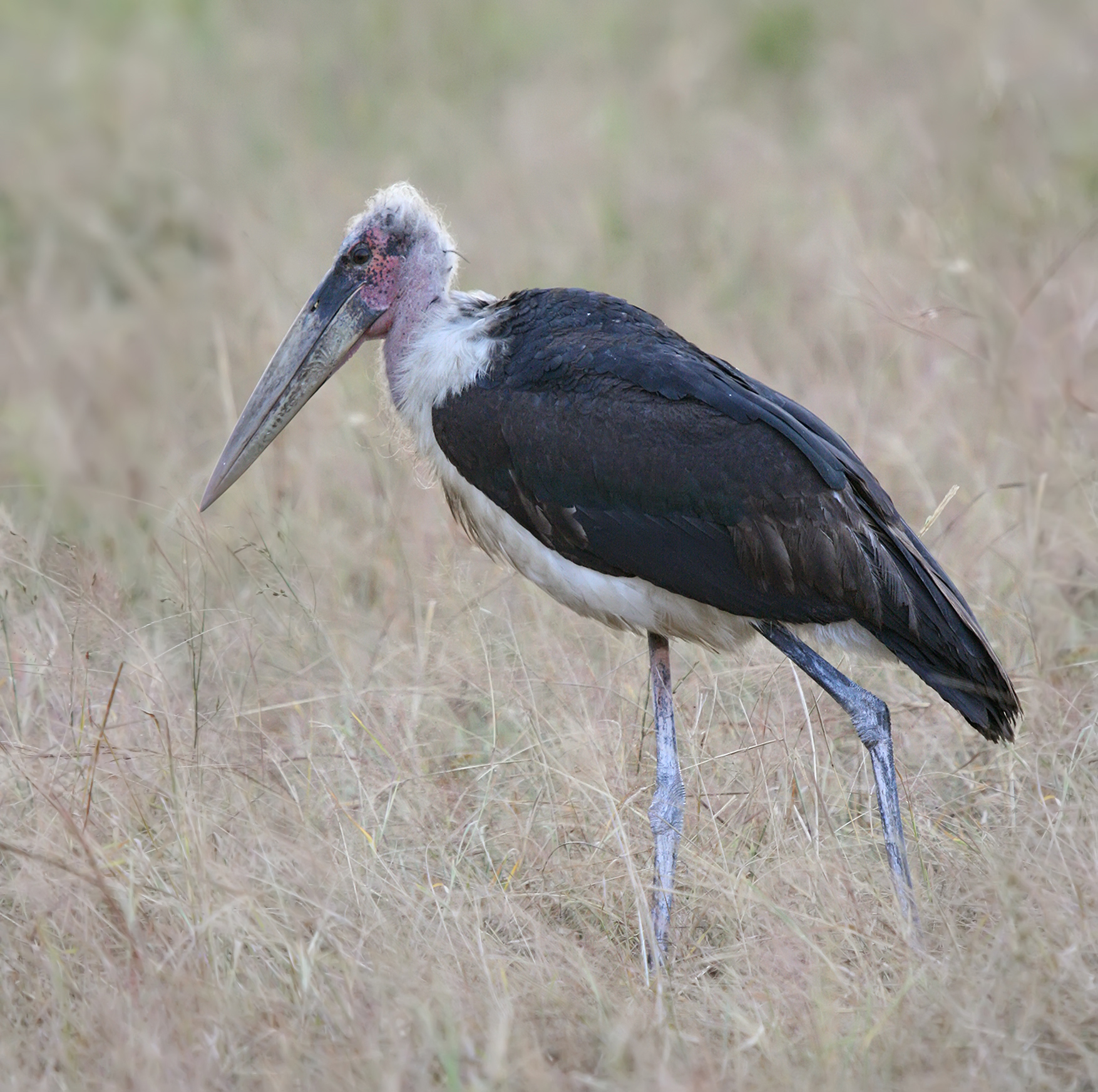
Африканський марабу(лелека)

Біля водоспаду стіни каньйону мають прямовисні скелі. На важкодоступних уступах цих скель розташовані гнізда африканських марабу(лелек). Цих великих птахів часто бачать під час польотів над водоспадом.

## Археологічна значимість
Археологічна значимість Каламбо була виявлена в жовтні 1953 року в декількох сотнях метрів від верхньої кромки водоспаду в крутих поворотах річки були знайдені зроблені людиною артефакти — черепки від глиняного посуду і кам'яні лусочки.
За десятиліття археологічних досліджень учені (зокрема — великий дослідник минулого Африки Дж. Десмонд Кларк) дізналися, що тут знаходиться одна з найважливіших археологічних пам'яток на південь від Сахари. Археологічні дані засвідчили про те, що люди в Каламбо живуть, принаймні 250000 років. Поселення тут існували постійно протягом більшої частини цього часу — до недавнього минулого, залишивши по собі один з найповніших людських культурно-стратиграфічних записів в Африці. Від 250 тис. років і до початку останнього льодовикового періоду, клімат був подібним до сучасного. Вверх по течії сучасної річки існувало озеро. Воно було гарним місцем для поселення, адже сюди приходили тварини на яких можна було полювати, а в озері було багато риби.

### Палеолітичнікультури
Стародавні люди освоїли виготовлення кам'яних знарядь — тут були знайдені кам'яні знаряддя, зроблені в пізній період ашельською культури з місцевого кварциту. Були знайдені також кам'яні вогнища, добре збережена дерев'яна кружка, палиці-копачки з цього періоду. Деякі з найстаріших вогнищ в світі горіли тут близько 60 000 років тому. Після людей ашельської культури, тут жили люди культур Санго і Лупембе — дуже древніх палеолітичних культур.

### Мезолітичнікультури
Близько 10 000 років до нашої ери (уявіть — це недавні часи за шкалою поселенців в Каламбо) тут жили носії культури Магосі. Близько 4000 років до нашої ери — поселенці Уілтонської культури.
Вічні поселення навколо Каламбо продовжували процвітати навіть в залізну добу — близько 4 століття нашої ери, коли сюди прийшли народи банту. В даний час навколо Каламбо живе народ Лунгу. Хоч ця область є порівняно малонаселена. Дослідження в Каламбо продовжуються, оскільки археологія не стоїть на місці, і є виправдані сподівання, що давні поселенці водоспаду Каламбо дадуть нам нові знання про наше минуле.